# برنارداستون (ماساچوست)
برنارداستون(به انگلیسی: Bernardston) شهرکی در شهرستان فرانکلین ایالت ماساچوست می‌باشد که در سال ۱۷۶۲ بنیان‌گذاری شده‌است. این شهرک در سرشماری سال ۲۰۱۰ میلادی، ۲٬۱۲۹ نفر جمعیت داشته‌است.